# PageObject
PageObject (с английского «объект страницы») — шаблон проектирования, что используется при написании автоматизированных тестов, который позволяет абстрагироваться от отдельных HTML и инкапсуляция их в функции доступа к элементам интерфейса высшего уровня, как их видит пользователь. PageObject является объектом ООП и содержит методы, на основе которых создаётся DSL для управления приложением на основе которой пишут варианты тестирования. Хотя в названии содержится слово «страница», один PageObject не обязательно соответствует одной странице, он соответствует определённой части интерфейса, возможно правильным названием было бы Panel Object, но текущее название уже стало распространённым.
Этот шаблон впервые применили в проекте WebDriver, который позже объединился с Selenium.